# Salzburg-Tiroler-Bahn
De Salzburg-Tiroler-Bahn is een hoofdspoorlijn in Oostenrijk. De spoorlijn doorkruist de deelstaten Salzburg en Tirol. Het verbindt Wörgl met Salzburg en doet daarbij veel belangrijke steden in West-Oostenrijk aan. De exploitatie op de lijn wordt verzorgd door de ÖBB.

## Geschiedenis
De spoorlijn werd vroeger de Gisela spoorweg genoemd (naar de tweede dochter van opdrachtgever Frans Jozef I van Oostenrijk). Het wordt vandaag de dag ook als stuk van de Westbahn gezien (Wenen West–Linz–Salzburg–Zell am See–Wörgl) al is dit niet volledig juist natuurlijk, al wordt hier wel de naam Keizerin-Elisabeth-baan aan gegeven. Het baanstuk tussen Zell am See en Wörgl wordt ook weleens de Brixentalbahn genoemd.
De Salzburg-Tiroler spoorlijn werd tussen 1873 en 1875 aangelegd. De lijn werd in 1915 dubbelsporig en geëlektrificeerd tussen 1925 en 1930. In de Tweede Wereldoorlog werd de lijn zwaar beschadigd door bombardementen, maar later hersteld.
De Salzburg-Tiroler spoorweg is de enige oost-west spoorlijn die zich volledig op Oostenrijks bodem bevindt. Omdat er geen snelweg hetzelfde traject aflegt over Oostenrijkse bodem, is deze spoorweg van groot belang. Echter zijn er geen hoge snelheden mogelijk op de lijn (Alpen spoorlijn), daarom nemen veel exprestreinen tussen Salzburg en Innsbruck het Deutsches Eck over Rosenheim.
Een deel van de spoorweg wordt gebruikt door de lijn S 3 van de Salzburg S-Bahn.